# Ochodaeus rugatus
Ochodaeus rugatus är en skalbaggsart som beskrevs av John Obadiah Westwood 1852. Ochodaeus rugatus ingår i släktet Ochodaeus och familjen Ochodaeidae. Inga underarter finns listade i Catalogue of Life.